# Лејквуд Шорс (Илиноис)
Лејквуд Шорс (енгл. Lakewood Shores) насељено је место без административног статуса у америчкој савезној држави Илиноис.

## Демографија
По попису из 2010. године број становника је 1.347, што је 140 (-9,4%) становника мање него 2000. године.
| Група             | 2000.         | 2010.         |
| Белци             | 1.433 (96,4%) | 1.272 (94,4%) |
| Афроамериканци    | 1 (0,1%)      | 4 (0,3%)      |
| Азијати           | 4 (0,3%)      | 0 (0,0%)      |
| Хиспаноамериканци | 32 (2,2%)     | 52 (3,9%)     |
| Укупно            | 1.487         | 1.347         |